# Espies com nosaltres
Espies com nosaltres (títol original en anglès Spies Like Us) és una pel·lícula humorística estatunidenca dirigida per John Landis i estrenada el 1985. Ha estat doblada al català.

## Argument
Dos candidats a un programa de reclutament de la CIA són seleccionats per la seva incompetència per tal de servir de paranys en una missió secreta d'espionatge destinada a provar un sistema ultramodern de defensa espacial americà. Persuadits que són espies, es troben al Pakistan i després a l'Afganistan, mentre que els verdaders espies segueixen un camí paral·lel ...

## Repartiment
- Chevy Chase: Emmett Fitz-Hume
- Dan Aykroyd: Austin Millbarge
- Steve Forrest: General Sline
- Donna Dixon: Karen Boyer
- Bruce Davison: Ruby
- Bernie Casey: Coronel Rhumbus
- William Prince: Keyes
- Tom Hatten: General Miegs
- Frank Oz: El vigilant de l'examen
- Charles McKeown: Jerry Hadley
- James Daughton: Bob Hodges
- Jim Staahl: Bud Schnelker
- Vanessa Angel: Un membre de la tripulació russa
- Joel Coen: Un agent de seguretat
- Sam Raimi: Un agent de seguretat

## Al voltant de la pel·lícula
Com en la majoria de les pel·lícules de John Landis, es pot veure el cartell de la pel·lícula fictícia See You Next Wednesday. Aquí el cartell apareix al camp d'entrenament militar, just després de la caiguda lliure amb avió, quan l'instructor anuncia a les dues reclutes que poden finalment passar a la fase operacional.
Igualment, com era el seu costum, John Landis ofereix petits papers a directors coneguts. Es poden així veure aquí Frank Oz (el vigilant de l'examen), Costa-Gavras (un soldat rus), Michael Apted, Martin Brest, Joel Cohen, Larry Cohen, Terry Gilliam, Sam Raimi i Ray Harryhausen.
L'actor Bob Hope, mort el 2003, va fer aquí la seva última aparició en el cinema, en el paper del jugador de golf que envia la seva pilota a la tenda de campanya mèdica.